# Norðlýsið (Zeitung)

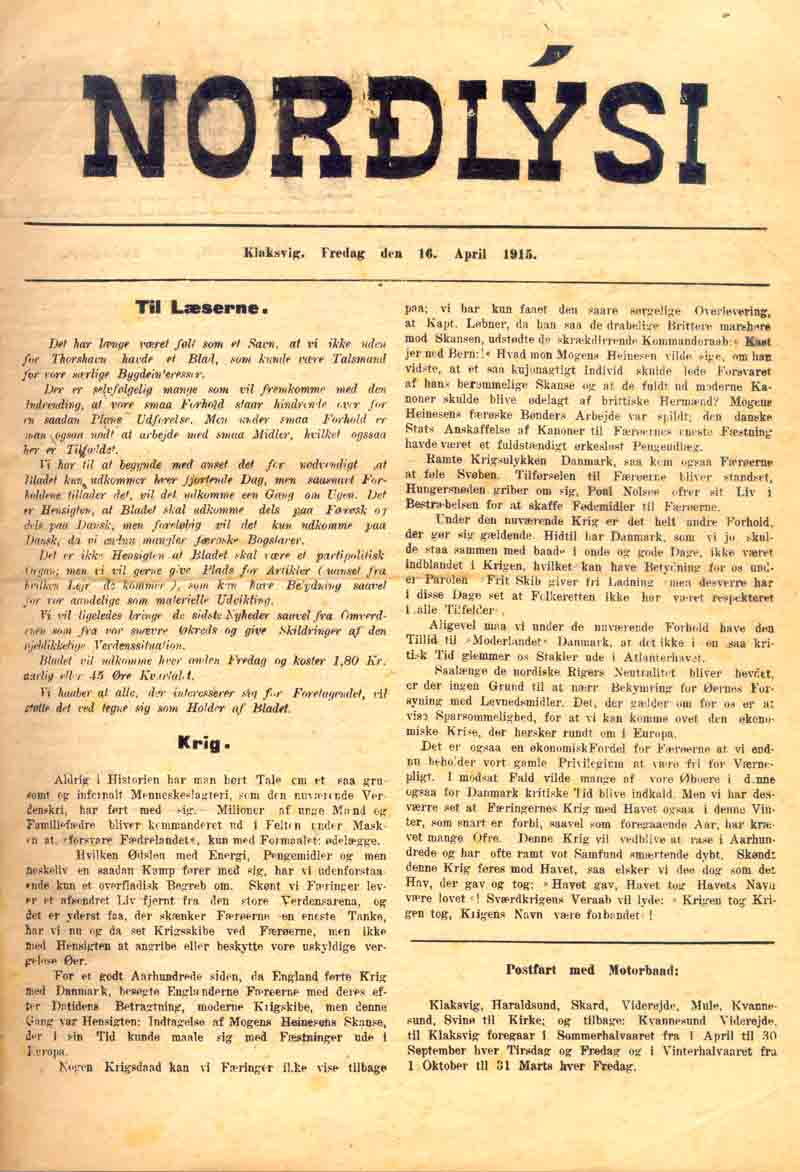
Erste Ausgabe vom 16. April 1915.

Norðlýsið [ˈnoəɹlʊisɪ] (färöisch: das Nordlicht) ist eine Wochenzeitung auf den Färöern. Sie erscheint in Klaksvík und ist als Regionalzeitung für die Nordinseln konzipiert.

## Geschichte
Norðlýsið erschien zum ersten Mal am 16. April 1915 (damals auf Dänisch, weil es keine Lettern für den Buchstaben ð in der Druckerei gab). Der Artikel auf der ersten Seite setzte sich auf leidenschaftliche Art gegen den Ersten Weltkrieg ein, der gerade in Europa tobte. Er schließt mit den Worten:
Das Meer gab, das Meer nahm – Gelobt sei der Name des Meeres! (färöisches Sprichwort)
Der Krieg nahm, der Krieg nahm – Verdammt sei der Name des Krieges!
Von Anfang an war es als eine parteipolitisch unabhängige Zeitung gedacht. Norðlýsið hat heute eine Auflage von etwa 2.000 Exemplaren und zwei feste Redakteure. Daneben gibt es eine Reihe freie Mitarbeiter.
Im Gegensatz zu den beiden „großen“ Zeitungen Dimmalætting und Sosialurin hat Norðlýsið eine Website, wo alle Artikel frei zugänglich sind. Diese wird tagesaktuell gehalten, widerspiegelt aber anders als portal.fo in erster Linie Nachrichten aus Klaksvíker Sicht. Es gibt ein offenes Leserforum (kjak) und Online-Umfragen (atkvøð) zu aktuellen Tagesthemen.
Am 26. Oktober 2005 meldete Norðlýsið, dass es künftig eine Regionalausgabe für den nördlichen Teil der Insel Eysturoy geben soll. Begründet wurde dieser Schritt mit der nahenden Eröffnung des Nordinselntunnels, der die Ostinsel und die Nordinseln näher zueinander bringt.